# Flughafen Mendoza

i7
i11
i13
Der Aeropuerto Internacional El Plumerillo ist der Flughafen der argentinischen Stadt Mendoza. Sein IATA-Code ist MDZ, sein ICAO-Code SAME. Der Flughafen liegt auf dem Gebiet der Stadt Las Heras, nördlich der Stadt Mendoza selbst.
Mit mehr als zwei Millionen Passagieren pro Jahr gehört er zu den größeren Flughäfen Argentiniens. Während der Argentinien-Krise waren die Verbindungen stark ausgedünnt worden; der Flughafen hat sich seitdem jedoch wieder erholt. So stiegen die Passagierzahlen von 655.318 im Jahr 2006 auf 1,7 Millionen im Jahr 2017.
Der Flughafen wird seit 1933 auch militärisch genutzt, die Fuerza Aérea Argentina (FAA) bezeichnet ihn seit 1936 als Base Aérea Militar El Plumerillo, zuvor Base Aérea Militar Los Tamarindo. Neben den Luftstreitkräften nutzten ihn auch die Heeresflieger des Ejército Argentino.

## Militärische Nutzung
Die Militärbasis El Plumerillo ist seit 1949 die Heimat IV Brigada (seit 1951 IV Brigada Aérea) der FAA. Ihr untersteht die Grupo Aéreo 4 de Caza-Caza Bombardeo, der drei bis vier fliegenden Staffeln, Escuadrónes, unterstellt sind. Sie sind sowohl mit Starrflüglern als auch Hubschraubern ausgerüstet.
Neben der FAA nutzen auch die argentinischen Heeresflieger den militärischen Bereich. Sie haben hier seit 1991 eine Helikopterstaffel stationiert, die Sección de Aviación de Ejército No 8, die der Gebirgsjägerbrigade VIII, Brigada de Montaña VIII, unterstellt ist.

## Zivile Nutzung

### Verkehrszahlen

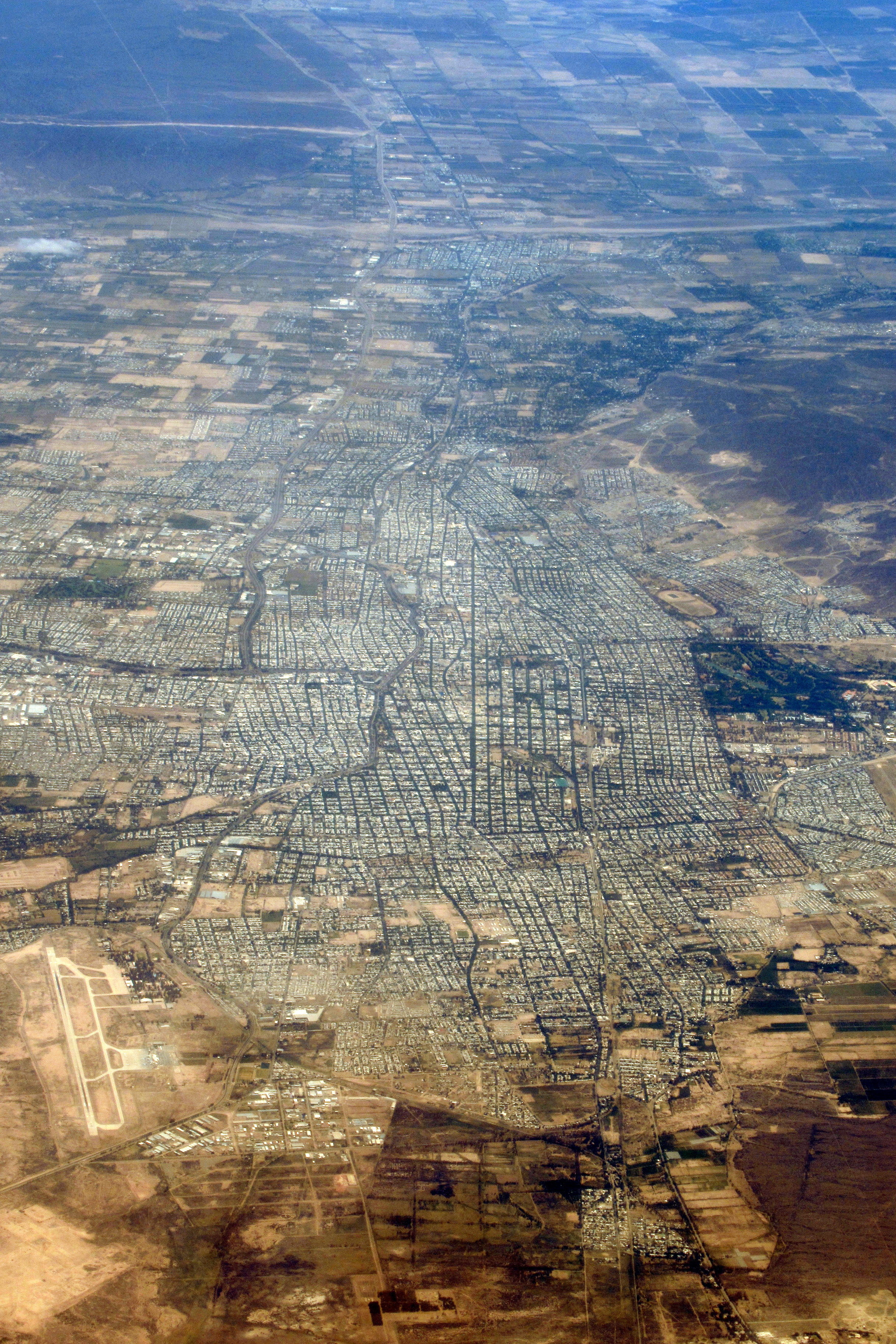
Mendoza mit Flughafen (links) gesehen von Norden, aus 11 km Höhe, beim Vorbeiflug nach Santiago de Chile. Am rechten Bildrand erkennt man gerade noch das südliche Ende des kleineren Flugplatzes Cóndor

| Jahr | Fluggastaufkommen | Luftfracht (Tonnen) | Flugbewegungen |
| ---- | ----------------- | ------------------- | -------------- |
| 2017 | 1.717.410         | 1.635               | 17.649         |
| 2016 | 1.086.043         | 1.331               | 12.644         |
| 2015 | 1.351.552         | 1.841               | 15.700         |
| 2014 | 1.308.383         | 1.974               | 16.183         |
| 2013 | 1.269.289         | 2.367               | 16.892         |
| 2012 | 1.194.904         | 2.336               | 17.209         |
| 2011 | 1.077.519         | 2.250               | 15.737         |
| 2010 | 976.889           | 4.233               | 13.688         |
| 2009 | 858.984           | 2.759               | 12.354         |
| 2008 | 780.164           | 3.436               | 12.017         |
| 2007 | 698.963           | 3.364               | 10.625         |
| 2006 | 655.318           | 3.054               | 12.586         |
| 2005 | 652.504           | 2.645               | 14.938         |
| 2004 | 592.083           | 2.244               | 14.319         |
| 2003 | 594.610           | 2.377               | 14.539         |
| 2002 | 606.959           | 2.428               | 17.998         |
| 2001 | 654.416           | 4.059               | 19.057         |

### Zwischenfälle
- Am 20. Januar 1944 stürzte eine Lockheed 18-56-23 Lodestar der LAN Chile (Luftfahrzeugkennzeichen CC-CLC-0072) kurz nach dem Start vom Flughafen Mendoza ab. Alle elf Insassen starben.[3]

- Am 12. Dezember 1959 musste an einer Convair CV-240-6 der Aerolineas Argentinas (LV-ADM) nach dem Start vom Flughafen Mendoza das Triebwerk Nr. 2 (rechts) wegen Verlusts der Hydraulikflüssigkeit abgestellt werden. Da das Fahrwerk bei der Rückkehr nach Mendoza nicht verriegelt werden konnte, starteten die Piloten entgegen der Notfallvorschriften das stillgelegte Triebwerk erneut. Der im Leerlauf befindliche Propeller erzeugte einen derart starken Luftwiderstand, dass eine Notlandung in einem Weinberg erfolgte, wobei das Flugzeug irreparabel beschädigt wurde. Alle 32 Insassen, sechs Besatzungsmitglieder und 26 Passagiere, überlebten den Unfall.[4]

## Sonstiges
Westlich der Innenstadt Mendoza befindet sich ein weiterer kleiner Militärflugplatz, die Base Cóndor. Hier liegt die mit Helikoptern ausgerüstete Sección de Aviación de Ejército de Montaña 8 des Heeres, die der VIII Brigada de Montaña in der nahegelegenen Kaserne der Garnison Mendoza unterstellt ist.